# 弦楽四重奏曲第2番 (バルトーク)
バルトークの弦楽四重奏曲第2番 （げんがくしじゅうそうきょくだい2ばん）作品17、Sz.67は、第一次世界大戦のさなかの1915年から1917年にかけて作曲された弦楽四重奏曲である。
弦楽四重奏曲第1番からこの第2番までの間にバルトークは、バレエ音楽『かかし王子』やオペラ『青ひげ公の城』といった舞台音楽の大作を書き上げ、民俗音楽のピアノ編曲を数多く行っている。こうした活動の影響か、この弦楽四重奏曲第2番は、第1番と比べ、音響上の効果や民謡風の旋律の断片がより効果的に用いられている。その一方でシェーンベルクの無調音楽の影響も見ることができ、バルトークの作風の転換を示す過渡的な作品でもある。

## 初演
1918年3月3日 ブダペスト。ヴァルトバウエル弦楽四重奏団による。

## 楽章構成
全3楽章からなる。演奏時間は全曲で約28分。
1. Moderato
2. Allegro molto capriccioso
3. Lento

第1楽章はソナタ形式によっている。第1主題はごく漠然とイ調で提示されるが、その輪郭は曖昧で、調性感は希薄である。提示部を長めにとり、主要主題の他に多くの素材を提示し、曲の進行とともにそれらの動機が絶え間なく変化して行く。こうした構成はアルノルト・シェーンベルクの弦楽四重奏曲第2番 ヘ短調と共通するものである。展開部は対位法的に進行し分厚い和声と多様なリズムが特徴である。
第2楽章は、明記されていないものの、スケルツォである。強烈なリズムを背景に奏でられる第1主題はエネルギッシュで、活力のある楽章を形成している。また、副次的な素材がふんだんに用いられているため、ロンド形式のようにも見える。この楽章が持つ民俗音楽的活力は、中庸な速度の第1楽章と緩やかな終楽章との間で際だっており、全曲のクライマックスとなるものである。この楽章は最後にテンポを上げ、プレスティシモとなって、早口でつぶやくように素材を使い尽くし終止する。
第3楽章で扱われる素材は、もはや主題の体をなしておらず、極めて短い断片となって浮かんでは消えてゆく。このため形式的に不安定で、既存の音楽形式に当てはめて考えることは難しい。先行する楽章との統一感は支配的な音程とその進行に過ぎない。音楽評論家のポール・グリフィスは、その著書の中でこの楽章を「浄化の曲」と呼んでいる。すなわち、第1楽章の主題を崩壊的な方法で回想することにより、第1楽章までは保っていたロマン派音楽の終焉を象徴的に描き出したものであると論じている。この楽章はすべての主題を飲み込むように静かに終わる。

## 編曲
2005年、作曲家・高昌帥によってこの作品の2楽章が、吹奏楽に編曲され、出版されている。初演は大阪桐蔭高等学校吹奏楽部。指揮は、佛田光生。編成は以下のとおり。
- フルート 3（1はピッコロ持ち替え）
- クラリネット 2（各2名）
- バスクラリネット
- アルトサクソフォン
- テナーサクソフォン
- バリトンサクソフォン
- トランペット 2（各2名）
- ホルン 2
- トロンボーン 2（オプション）
- ユーフォニアム（2名）
- テューバ
- コントラバス
- ティンパニ

なお、この編成に加えて、ハープ、スネアドラム、サスペンションシンバル、マリンバ、ホイップ（ムチ）を使用した演奏もある。

## 参考図書
- ポール・グリフィス・著、和田旦・訳『バルトーク -- 生涯と作品 --』 泰流社 1986年 ISBN 4884705599